# Snagost´ (wieś)
Snagost´ (ros. Снагость) – wieś (ros. село, trb. sieło) w zachodniej Rosji, centrum administracyjne sielsowietu snagostskiego w rejonie korieniewskim obwodu kurskiego.

## Geografia
Miejscowość położona jest nad rzekami: Snagost, Mużyca i Blachowiec, 10,5 km od centrum administracyjnego rejonu (Korieniewo), 102 km od Kurska.
W granicach miejscowości znajdują się ulice: Bazarnaja, Chutor Woroszyłowa, Durowka, Kałosza, Krasnaja, Krasnyj Chutor, Mołodiożnaja, Prilipka, Riepiachowka, Starosielje, Suchaja, Zielonaja.

## Demografia
W 2010 r. miejscowość zamieszkiwały 494 osoby.